# Hrázděný mýtní dům na Malé Straně
Hrázděný mýtní dům na Malé Straně v Praze stojí na levém břehu Vltavy severně od Mánesova mostu na Kosárkově nábřeží.

## Historie
Mýtní domek byl postaven jako sídlo výběrčího mýta současně s Rudolfovou lávkou (Železnou lávkou), která spojovala Klárov na Malé Straně se Starým Městem v místech na Rejdišti. Lávku roku 1914 nahradil Mánesův most a domek sloužil jako obytný dům.
Hrázděná stavba slouží jako klubovna sdružení Gemini.